# Zašto da ne!
Zašto da ne! sedmi je studijski album srpskog rock sastava Električni orgazam, koji je 1994. godine objavila diskografska kuća PGP RTS. To je bio prvi dupli album sastava. Album stilski nudi kombinaciju ploča Lišće prekriva Lisabon i Distorzije, ali s ukusom devedesetih godina. S njima su u to vrijeme svirali gitarista Dejan Radisavljević, klavijaturista Zoran Zagorčić, a kao drugi bubnjar Srđan Todorović. Na ploči su gostovali Cane, političar Nenad Čanak (flauta), glumac Nenad Racković (prateći vokali) i Neša Petrović (saksofon). Po Giletovoj ideji, omot i dodatni strip uradio je Leonid Pilipović, gitarista sastava Džukele. Po objavljivanju ploče iz grupe je otišao Čavke i potpuno se posvetio sastavu Babe s kojim je svirao od osnivanja 1992. godine. Novi bubnjar postao je Vlada Funtek.

## Popis pjesama

### A strana
| Br. | Skladba                  | Trajanje |
| --- | ------------------------ | -------- |
| 1.  | »Keine Macht Den Drogen« |          |
| 2.  | »I. D. J. S«             |          |
| 3.  | »Nikog više ne čekam«    |          |
| 4.  | »Ja sam sasvim normalan« |          |
| 5.  | »Zašto da ne«            |          |

### B strana
| Br. | Skladba                  | Trajanje |
| --- | ------------------------ | -------- |
| 1.  | »Kažu da te vratim mami« |          |
| 2.  | »Daj mi sklonište«       |          |
| 3.  | »Ovaj put je tvoj«       |          |
| 4.  | »Dajem ljubav«           |          |
| 5.  | »Spojimo se sad«         |          |
| 6.  | »Prljava mala devojčica« |          |

### C strana
| Br. | Skladba                           | Trajanje |
| --- | --------------------------------- | -------- |
| 1.  | »Moj život je paranoja«           |          |
| 2.  | »Oslobodi se (U krugu svetlosti)« |          |
| 3.  | »Da si tako jaka«                 |          |
| 4.  | »A ti me opet zoveš«              |          |
| 5.  | »Škloke ploke flong«              |          |
| 6.  | »Rasipam se«                      |          |

### D strana
| Br. | Skladba                    | Trajanje |
| --- | -------------------------- | -------- |
| 1.  | »Metadonska terapija«      |          |
| 2.  | »Prestani«                 |          |
| 3.  | »Jak kao kamen«            |          |
| 4.  | »Halucinacije«             |          |
| 5.  | »Huni i Avari naviru«      |          |
| 6.  | »Sijaj sad kao novo Sunce« |          |

## Sudjelovali na albumu
- Srđan Gojković — gitara, vokali
- Švaba (Zoran Radomirović) — bas-gitara
- Čavke (Goran Čavajda) — bubnjevi, klavijature, prateći vokali
- Banana (Branislav Petrović) — gitara, harmonika, prateći vokali
- Srđan Todorović — bubnjevi
- Dejan Radisavljević  — gitara (pjesme: A4, B1, C3, C4, C6, D3)
- Zoran Zagorčić — klavijature (pjesme: B2, B4, B5, C1, C4, D2, D3, D4)

## Vanjske poveznice
- Zašto da ne! na Discogs